# La Princesse de Babylone
Ne doit pas être confondu avec La Reine de Babylone.
La Princesse de Babylone est un conte philosophique écrit par Voltaire en 1768.
Le conte met en scène deux amants : Amazan, le berger, et Formosante, la princesse de Babylone. Comme dans Candide, les amants séparés se recherchent en Asie et en Europe. À travers leurs mésaventures, et grâce à l'humour, Voltaire fait passer ses idées et critiques sur la religion, la condition humaine et les différentes sociétés de son temps.
De ce point de vue, ce conte s'inscrit pleinement dans la philosophie des Lumières.

## Résumé
Formosante est la princesse de Babylone. Son père veut lui trouver un époux digne d’elle en lançant un défi. Toute la noblesse de l’époque défile au palais : le pharaon d’Égypte et son bœuf Apis, le roi des Indes, le grand khan des Scythes… et un bel inconnu, Amazan, qui avait été élevé par des bergers. Porté par des licornes et escorté d’un phénix, il vient du pays des Gangarides, contrée utopique, modèle de justice, de paix et d'égalité. Amazan tombe éperdument amoureux de la princesse, et le coup de foudre est réciproque.
Amazan retourne dans son pays après avoir appris la mort de son père. Une fois chez lui, un merle lui apprend qu'il a vu la princesse Formosante embrasser le roi d’Égypte. Amazan décide de fuir son pays natal pour parcourir le monde afin de se distraire de son malheur. Quand Formosante apprend son départ et la raison de celui-ci, elle se trouve également au comble du désespoir, car il ne s'agissait que d'un malentendu : si elle avait embrassé le roi d’Égypte, c'était uniquement dans le but de le fuir car il voulait l'obliger  à partager son lit. Avec l'aide du phénix ressuscité, Formosante part à la recherche de son bien-aimé et parcourt ainsi toute l'Europe et toute l'Asie, observant les coutumes, les régimes politiques et les pratiques religieuses. Ils se retrouveront enfin quand Amazan sauvera Formosante des griffes de l'Inquisition espagnole. 
Ce conte philosophique est une critique acerbe des régimes politiques, dont Voltaire pointe les défaillances et les manques, mais aussi des religions, notamment la religion catholique, dont le pape, appelé le « vieux des sept montagnes », exige des rites ridicules (« Vous ferez trois génuflexions et vous baiserez les pieds du Vieux des sept montagnes »). Enfin, ce conte peut être considéré comme un apologue démontrant que l'infidélité est inévitable car même Amazan, jeune homme réputé parfait, succombe à la faute.

## Le pays des Gangarides

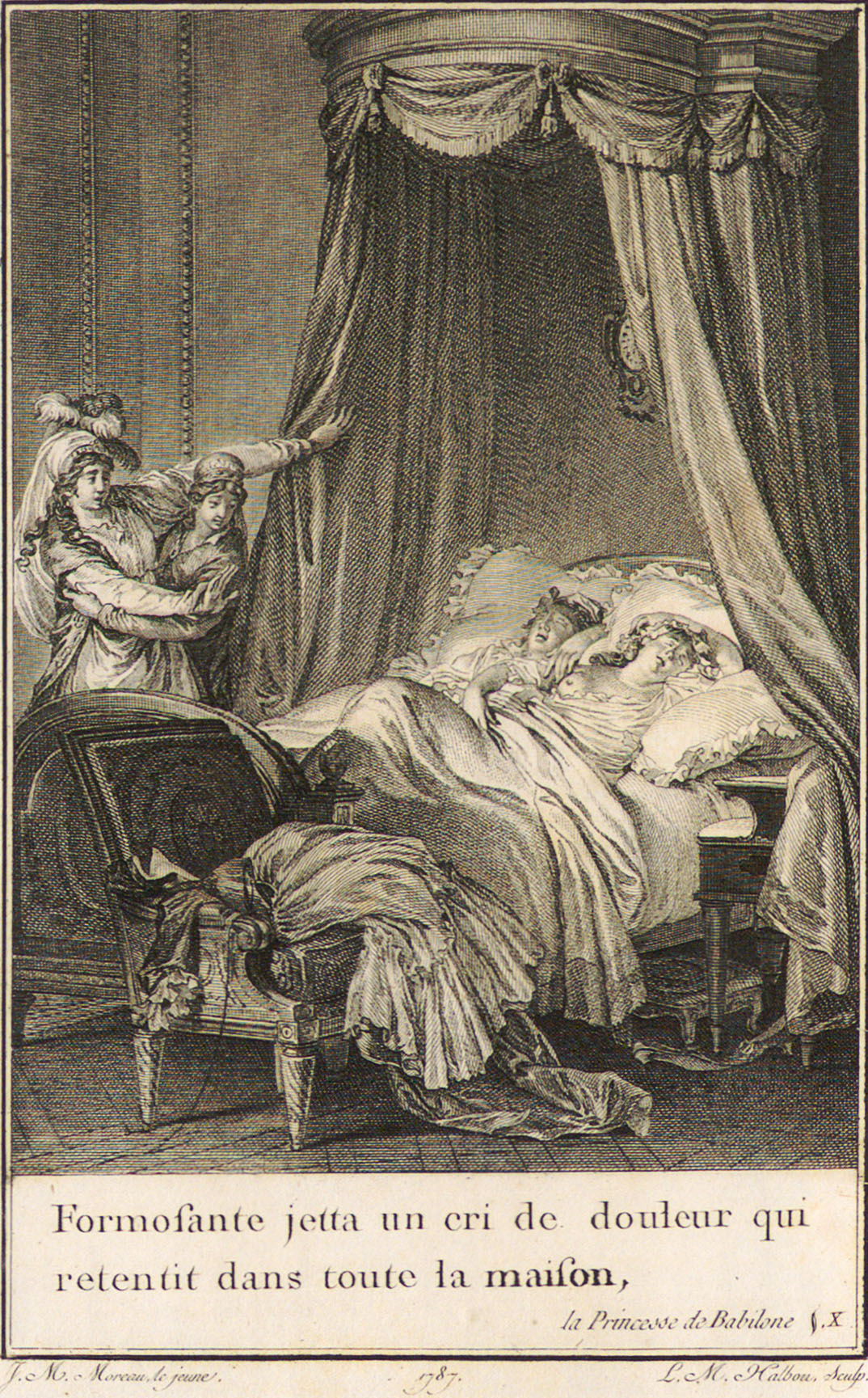
Illustration du désespoir de Formosante au milieu du récit.

Il s'agit d'un lieu utopique, comme on en retrouve souvent dans les ouvrages du XVIIIe siècle, situé sur la rive orientale du Gange. Dans cet endroit parfait, chacun est en paix avec son prochain et lui-même. Les animaux sont respectés et on ne les tue jamais, car tuer et manger ses semblables est considéré comme un crime horrible. Par le pacifisme ce peuple guérit même un roi des Indes venu envahir le pays. Ce dernier en ressort "soigné" et pacifiste. Le nom des Gangarides évoque celui des Gangaridai, terme utilisé par plusieurs écrivains gréco-romains pour décrire un peuple ou une région géographique de l'ancien sous-continent indien.

## Adaptations
- En 2003, José Besprosvany en a tiré un ballet où se mêlent danseurs, acteurs et marionnettes.

## Postérité
« Mlle de la Mole avait le secret de voler des livres dans la bibliothèque de son père, sans qu'il y parût. La présence de Julien rendait inutile sa course de ce matin, ce qui la contraria d'autant plus qu'elle venait chercher le second volume de La Princesse de Babylone de Voltaire, digne complément d'une éducation monarchique et religieuse, chef-d'œuvre du Sacré-Cœur ! Cette pauvre fille, à dix-neuf ans, avait déjà besoin du piquant de l'esprit pour s'intéresser à un roman. »

— Stendhal,  Le Rouge et le Noir, 1830